# AD Ceuta
AD Ceuta is een voormalige voetbalclub uit de Spaanse exclave Ceuta in Afrika. De club werd opgericht in 1996 en opgedoekt in 2012. 
Thuiswedstrijden werden afgewerkt in het Estadio Alfonso Murube, dat 6.500 plaatsen heeft. In het seizoen 2010/11 bereikte AD Ceuta de 4e ronde van de Copa del Rey, daarin werd de club uitgeschakeld door FC Barcelona. 
In 2012 werd de club opgedoekt wegens te grote schulden. Bestuur, spelers en stadion werd overgenomen door stadsgenoot Club Atlético de Ceuta, met als nieuwe naam AD Ceuta FC. 

## Bekende spelers

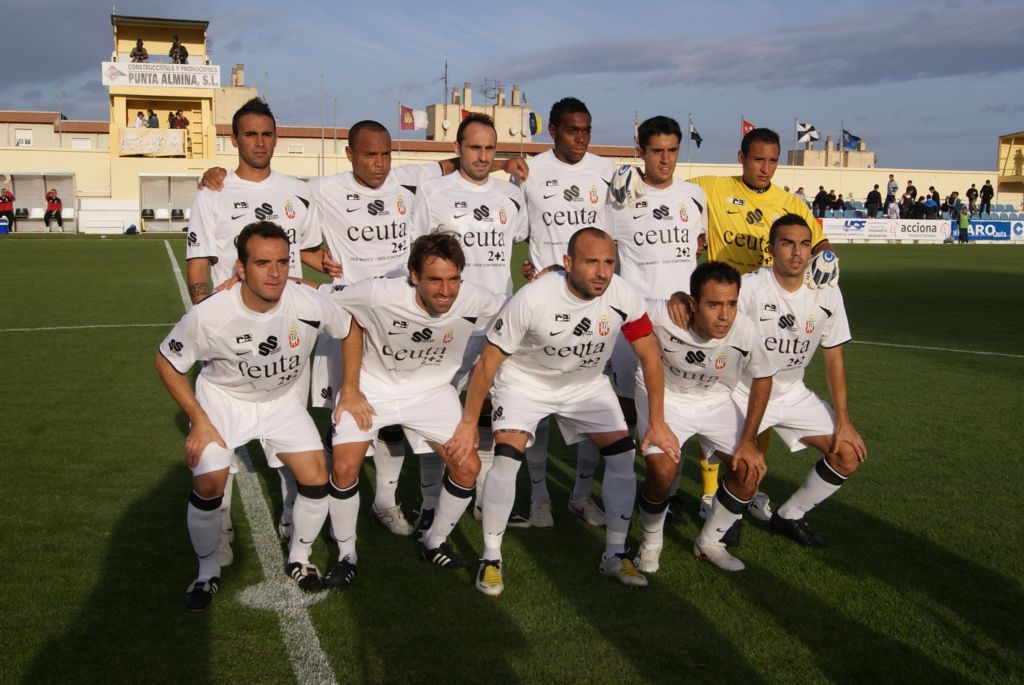
Team van 2009-2010

- Pedro Iarley
- Albert Jorquera
- Nayim